# Stazione di Podkoren
La stazione di Podkoren (in sloveno Železniška postajališče Podkoren) era una fermata ferroviaria posta sulla ex linea ferroviaria internazionale Tarvisio-Lubiana. Serviva il comune di Podkoren.

## Storia
La fermata fu inaugurata insieme alla linea il 14 dicembre 1870 e rimase attiva fino al 1º aprile 1966; successivamente la linea è stata convertita in un percorso ciclo-pedonale.

## Strutture e impianti
La fermata era dotata di un fabbricato viaggiatori e dal solo binario di circolazione. Rimane soltanto il fabbricato mentre il binari fu smantellato.